# Котово (Окуловский район)
Ко́тово — посёлок в Окуловском муниципальном районе Новгородской области, административный центр Котовского сельского поселения.

## География
Посёлок Котово расположен на правом берегу реки Перетны, в 10 км к северо-востоку от посёлка Кулотино, в 17 км к северо-востоку от города Окуловки.
Станция на ж/д линии Октябрьской железной дороги Окуловка—Неболчи, проложенной здесь в 1941 при обороне Ленинграда во время Великой Отечественной войны.
В 6 км к северу, на берегу реки Мсты находится посёлок Топорок.

## Население
| 2010 |
| ---- |
| 1350 |

## История
В XV—XVII веках деревня Котово относилась к Шегринскому погосту Деревской пятины Новгородской земли.
В 1460—1470-х, на закате Новгородской республики, деревней Котово владел знатный новгородский боярин Василий Никифоров; в 1480-х — его тесть, знатный московский боярин Василий Захарьевич Ляцкий; а в 1495 — Иван Васильевич Ляцкий.
В 1773—1927 деревня Котово находилась в Боровичском уезде Новгородской губернии. С начала XIX века до 1924 относилась к Шегринской волости Боровичского уезда.
В 1911 в деревне Котово было 18 дворов с 25 домами и населением 78 человек. Имелась часовня.
В ходе российского вторжения в Украину в ноябре 2024 года украинские дроны атаковали расположенный в поселке 13-й арсенал ГРАУ. Местные жители были эвакуированы.

## Транспорт
Ж/д станция Котово. Дороги в Топорок и в Окуловку (через Кулотино).